# Bartolomeo Pacca (1756–1844)
Bartolomeo Pacca (23 de dezembro de 1756 – 19 de abril de 1844) foi um cardeal e diplomata italiano, Decano do Colégio dos Cardeais.

## Biografia
Filho de Orazio Pacca, marquês de Matrice. Estudou na Pontifícia Academia dos Nobres Eclesiásticos, em Roma, em 1778, e na Universidade La Sapienza, Roma (doutorado utroque iure, tanto em direito canônico como civil, em 21 de abril de 1775). Recebeu as insígnias de caráter clerical, em 13 de julho de 1777, as ordens inferiores em 17 de julho de 1785, o subdiaconato em 31 de julho de 1785 e o diaconato em 7 de agosto de 1785.
Foi ordenado padre em 14 de agosto de 1785. Foi nomeado camareiro privado de Sua Santidade. Eleito arcebispo-titular de Tamiathis em 26 de setembro de 1785, foi consagrado em 17 de abril de 1786, na Igreja da SS. Trinità um Montecitorio (não mais existe, é hoje o edifício do parlamento italiano), pelo Cardeal Giovanni Carlo Boschi, assistido por Rudolf von Edling, arcebispo de Gorizia, e por Ottavio Boni, arcebispo titular de Nazianzo. Núncio apostólico em Colônia, em 24 de abril de 1786. Depois, foi nomeado núncio na França, mas não pode ocupar o cargo por causa da Revolução Francesa. Então, foi nomeado núncio em Portugal em 21 de março de 1794, onde ficou até 18 de junho de 1808. Nesse momento, a Família Real Portuguesa estava a caminho do Brasil, já com o seu sucessor na nunciatura, Lorenzo Caleppi.
Criado cardeal-presbítero no consistório de 23 de fevereiro de 1801, recebeu o barrete cardinalício em 29 de julho e o título de São Silvestre em Capite em 9 de agosto de 1802. Cardeal pró-secretário de Estado da Santa Sé nomeado em 18 de junho de 1808, após a entrada dos franceses em Roma, ocupou o cargo até 7 de maio de 1814. Em 1809, o Papa Pio VII excomungou o imperador Napoleão Bonaparte em 6 de julho e por sua vez, o papa e o cardeal Pacca foram presos; o Papa foi enviado para Savona enquanto o Pacca foi enviado, em 6 de agosto de 1809, para Fenestrelle, onde ficou até 1813. Naquele ano, ele foi autorizado a juntar-se ao papa, em Fontainebleau, onde influenciou o papa a se retratar com Napoleão Bonaparte e foi deportado para Uzès em janeiro de 1814. Foi libertado com a queda de Napoleão I em abril de 1814. Retornou a Roma e organizou uma Junta de Estado para governar em nome do papa ausente. Inicialmente, representou a Santa Sé no Congresso de Viena, mas logo foi substituído pelo cardeal Ercole Consalvi. Foi novamente Pró-secretário de Estado, enquanto o cardeal Consalvi estava no Congresso.
Não deixou Roma quando Joaquim Murat, rei de Nápoles, avançou em direção à cidade, e durante os cem dias como governador de Roma, tomou algumas medidas controversas, como ordenar a prisão do Cardeal Jean-Siffrein Maury na Castello Sant'Angelo (libertado pelo Cardeal Consalvi tão logo ele retornou a Roma). Em 26 de setembro de 1814, tornou-se Camerlengo da Santa Igreja. Passou para o título de São Lourenço em Lucina em 2 de outubro de 1818. Prefeito da Sagrada Congregação dos Bispos e Regulares em 29 de novembro de 1818.
Passa para a ordem de cardeais-bispos e assume a sé suburbicária de Frascati em 21 de dezembro de 1818. Preceptor do Accademia Archeologica, quando emitiu o Édito Pacca proibindo o êxodo de Roma de tesouros artísticos preservados em galerias privadas, em 1820. Passou para a sé suburbicária de Porto e Santa Rufina em 13 de agosto de 1821. Pró-datário da Dataria Apostólica em 18 de novembro de 1824. Tornou-se bispo de Porto e Santa Rufina e Civitavecchia em 10 de dezembro de 1825, quando a última sé se uniu ao seu anterior. No Conclave de 1829, sofreu o Jus exclusivae do Rei Carlos X da França. Confirmado como pró-datário pelo Papa Pio VIII, em 31 de março de 1829. Secretário da Sagrada Congregação da Inquisição Romana e Universal em 5 de abril de 1830. Torna-se Decano do Sacro Colégio dos Cardeais e passa para a sé suburbicária de Óstia-Velletri em 5 de julho de 1830, além de nomeado Prefeito da Sagrada Congregação Cerimonial. Nesse mesmo ano, é nomeado arcipreste da Basílica de São João de Latrão. Sua casa era frequentada pelos cientistas mais ilustres, homens de letras e artistas, tanto romanos e estrangeiros. Ele tinha pago a suas expensas escavações feitas em Ostia, e com os objetos descobertos, ele formou um pequeno museu em sua vinícola na via Aurélia, o Casino de Pio V.
Faleceu em 19 de abril de 1844, em Roma. Velado e enterrado na Igreja S. Maria in Portico Campitelli, com a presença do Papa Gregório XVI.

## Conclaves
- Conclave de 1823 - participou como camerlengo da eleição do Papa Leão XII[1][2]
- Conclave de 1829 - participou da eleição do Papa Pio VIII[1][2]
- Conclave de 1830–1831 - participou como deão da eleição do Papa Gregório XVI[1][2]

Brasão do Camerlengo no Conclave de 1823